# Masayuki Ota
Masayuki Ota (født 17. juni 1973) er en tidligere japansk fodboldspiller.
Han har spillet for flere forskellige klubber i sin karriere, herunder Montedio Yamagata.